# UNICEF
Das Kinderhilfswerk der Vereinten Nationen (ursprünglich: englisch United Nations International Children’s Emergency Fund, seit 1953: United Nations Children’s Fund, UNICEF) ist eine Sonderorganisation der Vereinten Nationen und fungiert als eine ihrer entwicklungspolitischen Organe. Sie wurde am 11. Dezember 1946 gegründet, zunächst um Kindern in Europa nach dem Zweiten Weltkrieg zu helfen. Heute arbeitet die Organisation weltweit in über 190 Staaten und Territorien. Der Schwerpunkt der Arbeit liegt in Entwicklungsländern und in den Krisengebieten der Erde. Dort unterstützt UNICEF Kinder und Mütter in den Bereichen Gesundheit, Familienplanung, Hygiene, Ernährung sowie Bildung und leistet humanitäre Hilfe in Notsituationen. Außerdem setzt sich UNICEF politisch für die Kinderrechte ein, so etwa im Einsatz gegen den Missbrauch von Kindern als Soldaten oder für den Schutz von geflüchteten Kindern. Die Organisation tritt weltweit für die Umsetzung der UN-Kinderrechtskonvention und der Ziele für nachhaltige Entwicklung (Agenda 2030) ein. Hierzu werden auch in Industrieländern in geringerem Umfang Programme durchgeführt, zum Beispiel zum Schutz von geflüchteten Kindern.

## Organisation

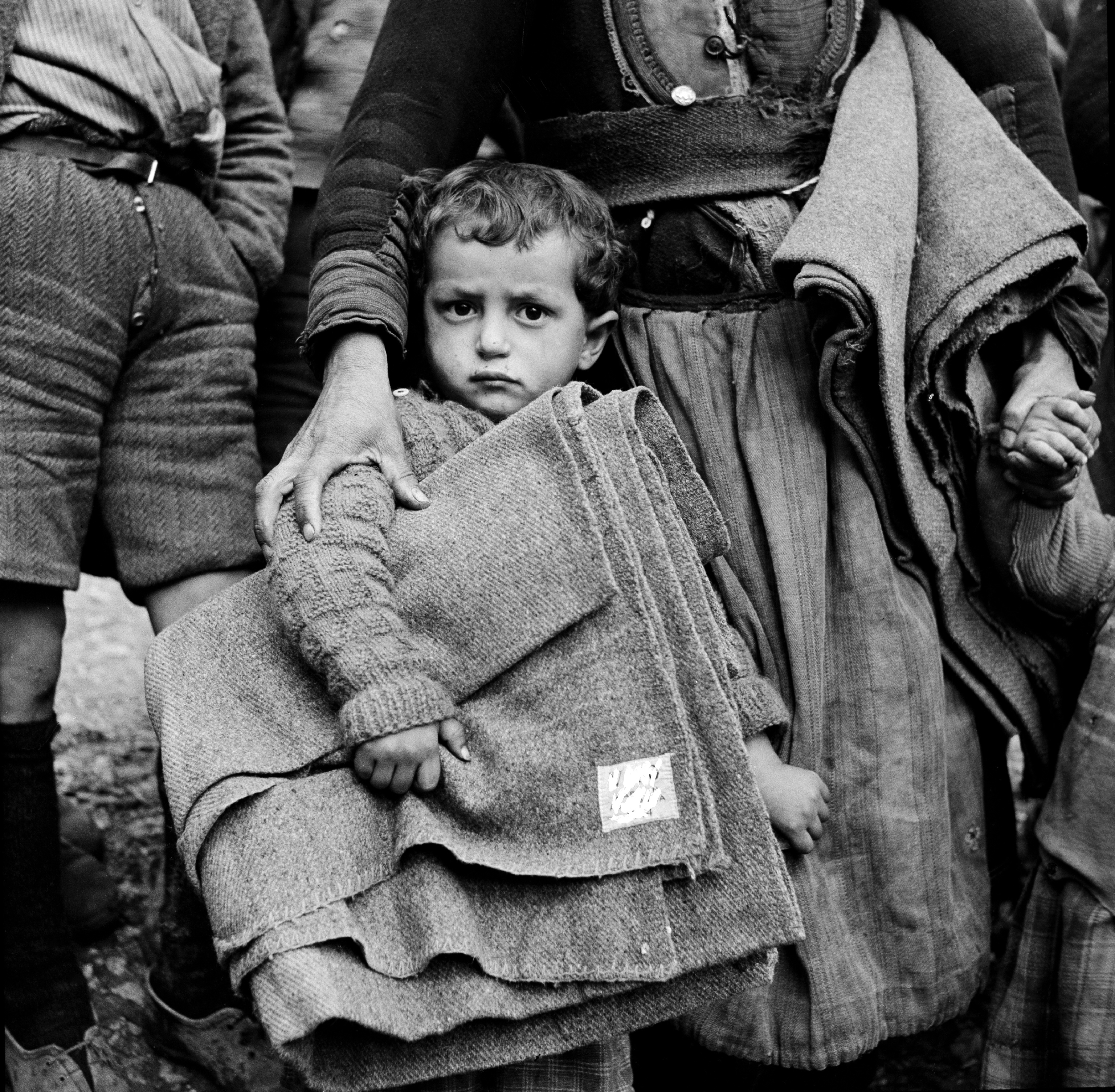
Kleiner Junge in Griechenland um 1950 hält eine von der UNICEF bereitgestellte Decke.

Sitz der internationalen Organisation UNICEF wie auch der Mutterorganisation UNO ist New York.
2021 betrugen das Budget von UNICEF international rund 8,2 Milliarden US-Dollar. Derzeit hat UNICEF weltweit rund 13.000 Mitarbeiter in rund 190 Ländern und Territorien; die meisten davon sind nationale Kräfte in den Programmländern.
Als eigenständige Nichtregierungsorganisationen fungieren in den Industriestaaten nationale Komitees die Arbeit von UNICEF. Sie sind vertraglich an die UN-Organisation UNICEF gebunden und werden von den jeweiligen Regierungen anerkannt.
Ihre Hauptaufgabe besteht darin, Mittel für die weltweiten UNICEF-Projekte zu sammeln, über die Situation der Kinder auf dem Globus zu informieren und die Umsetzung der Konvention über die Rechte des Kindes zu begleiten. UNICEF finanziert seine Arbeit aus freiwilligen Beiträgen der Regierungen und privaten Spenden.

## Gründung
UNICEF wurde von der Generalversammlung der Vereinten Nationen am 11. Dezember 1946 gegründet, um Notfallnahrung und Gesundheitsversorgung für Kinder in Ländern, die an den Folgen des Zweiten Weltkrieges litten, bereitzustellen. Ludwik Rajchman (1881–1965), ein polnischer Bakteriologe und Gründungsmitglied der UNRRA, gilt als Gründer von UNICEF und war von 1946 bis 1950 ihr erster Leiter, trat jedoch aus Protest gegen den Koreakrieg zurück. Erster Direktor wurde Maurice Pate. Im Jahr 1953 wurde UNICEF den Sonderorganisationen der Vereinten Nationen zugeordnet.
1965 erhielt die Organisation den Friedensnobelpreis.

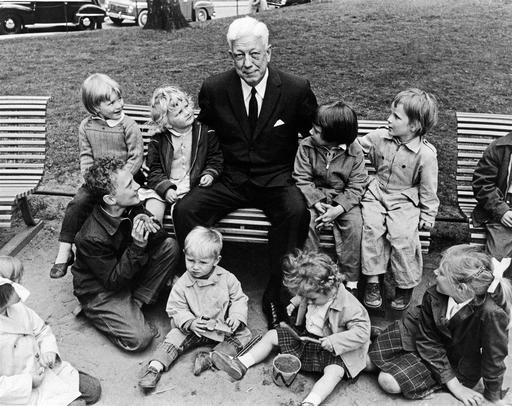
Maurice Pate, der erste UNICEF-Exekutivdirektor in Stockholm 1946

### Exekutivdirektoren
- 1946–1965 Maurice Pate (USA)
- 1965–1979 Henry R. Labouisse (USA)
- 1980–1995 James P. Grant (USA)
- 1995–2005 Carol Bellamy (USA)
- 2005–2010 Ann Veneman (USA)
- 2010–2018 Anthony Lake (USA)
- 2018–2022 Henrietta H. Fore (USA)
- seit 2022 Catherine M. Russell (USA)

## Projekte und Programme
UNICEF arbeitet in allen Kriegs- und Krisengebieten der Erde. Jährlich werden über 300 Nothilfeeinsätze durchgeführt. Regelmäßig im Dezember veröffentlicht die Organisation eine Übersicht dieser Programme. Diese enthält für jedes Land Informationen zur Lage der Kinder, der geleisteten Hilfe und der aktuelle geplanten Maßnahmen sowie der benötigten finanziellen Mittel, um Kinder wirksam zu unterstützen – zum Beispiel in der Ukraine, in Syrien, im Jemen, in Afghanistan oder am Horn von Afrika. Um mit ihren Projekten und Programmen eine größere Wirkung zu erzielen, sucht die Organisation die Partnerschaft mit Wirtschaft, Zivilgesellschaft und Regierungen. Beispiele für historische und laufende Projekte und Programme sind:

### Operation Lifeline Sudan
Die Operation Lifeline Sudan (kurz: OLS; deutsch: Aktion Überlebensbrücke Sudan) war eine humanitäre Operation der Vereinten Nationen im Sudan. Die OLS wurde im März 1989 angesichts einer sich ab Mitte der 1980er-Jahre abzeichnenden Hungersnot im Südsudan auf dem Höhepunkt des zweiten Sezessionskrieges beschlossen. Unter Führung der UNICEF wurden Hilfeleistungen verschiedener humanitärer Organisationen koordiniert.

### Polio-Bekämpfung
UNICEF ist an umfassenden Kampagnen zur Bekämpfung gefährliche Infektionskrankheiten beteiligt oder führt diese durch, beispielsweise im Kampf zur Ausrottung der Kinderlähmung. Die Organisation arbeitet dabei unter anderem mit der Bill & Melinda Gates Foundation, der Weltgesundheitsorganisation (WHO), dem US Centers for Disease Control and Prevention (CDC) und Gavi, der Impfallianz zusammen.

### Syrien-Hilfe
In Syrien und seinen Nachbarländern leitet UNICEF gemeinsam mit World Vision die Initiative No lost Generation. Sie wurde 2013 in Leben gerufen, um Millionen geflüchteten Kindern Zugang zu Bildung zu ermöglichen.

### COVAX-Initiative

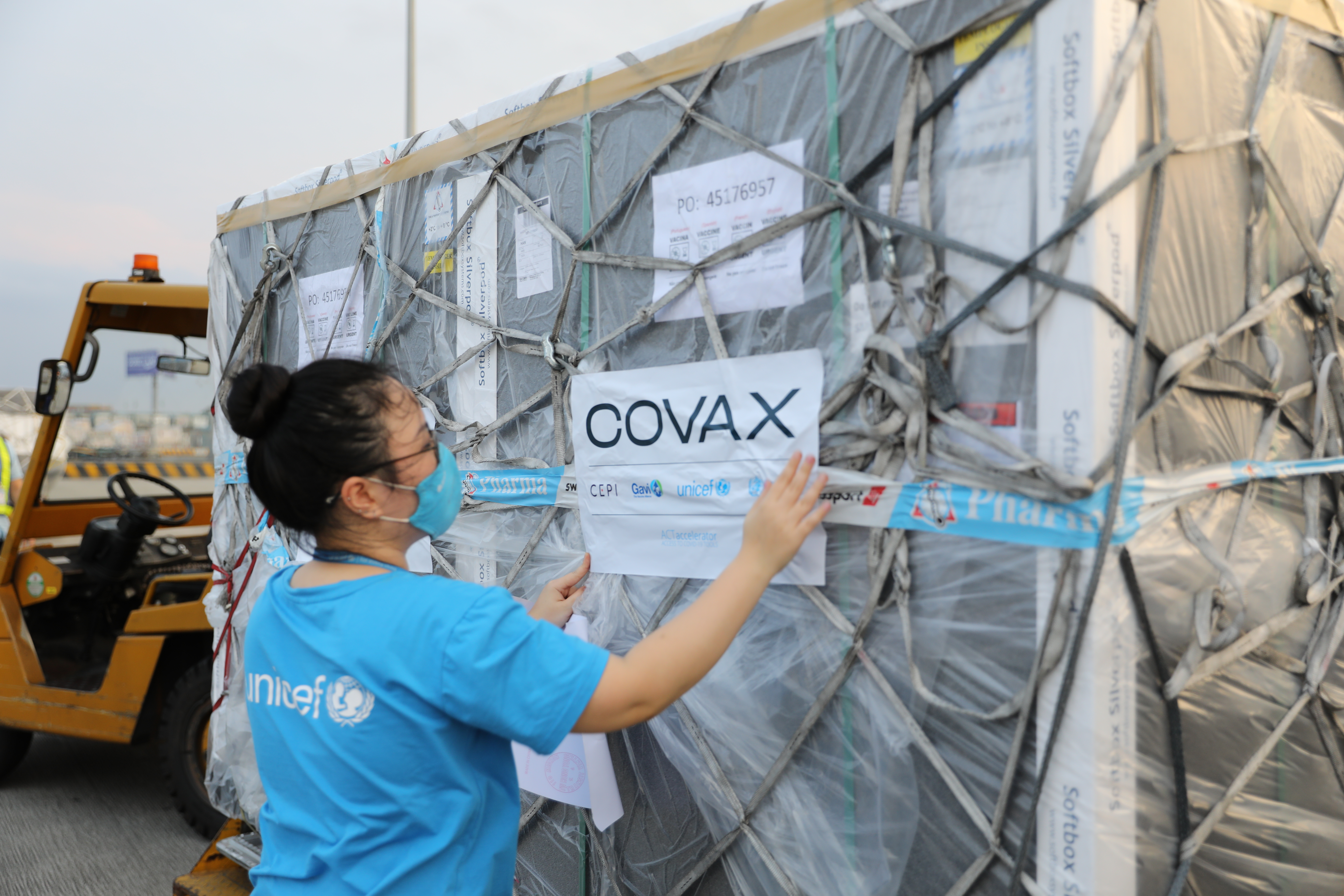
Zweite Lieferung von Covid-Impstoff an Vietnam durch UNICEF im Jahr 2021

Im Jahr 2020 stellte UNICEF sein logistisches Netzwerk der internationalen COVAX-Initiative zur Beschaffung von COVID-19-Impfstoffen zur Verfügung, organisierte die Beschaffung und den Transport der Impfstoffe und unterstützte die Impfungen
Bis zum Sommer 2022 wurden über 1,5 Milliarden Dosen COVID-19-Impfstoffe an Entwicklungs- und Schwellenländern ausgeliefert.

### UNICEF Supply Division
UNICEF entwickelt und beschafft Hilfsgüter für internationale humanitäre Hilfe und Entwicklungsarbeit. Hierzu unterhält die Organisation an verschiedenen Orten Logistikzentren sowie Warenhäuser. Das zentrale Logistikzentrum ist im Freihafen von Kopenhagen (Dänemark).

### UNICEF Innovation-Lab
Angesichts neuer technischer Möglichkeiten wurde ein Innovation Lab mit dem Ziel gegründet, neue, einfache und angepasste Hilfsmittel zu entwickeln und zur Verfügung zu stellen. So wurde beispielsweise in Malawi eine Drohnen-Akademie gegründet. Mit Hilfe von Drohnen können medizinische Testergebnisse aus entlegenen Gebieten schneller ausgewertet werden.

## UNICEF in Deutschland

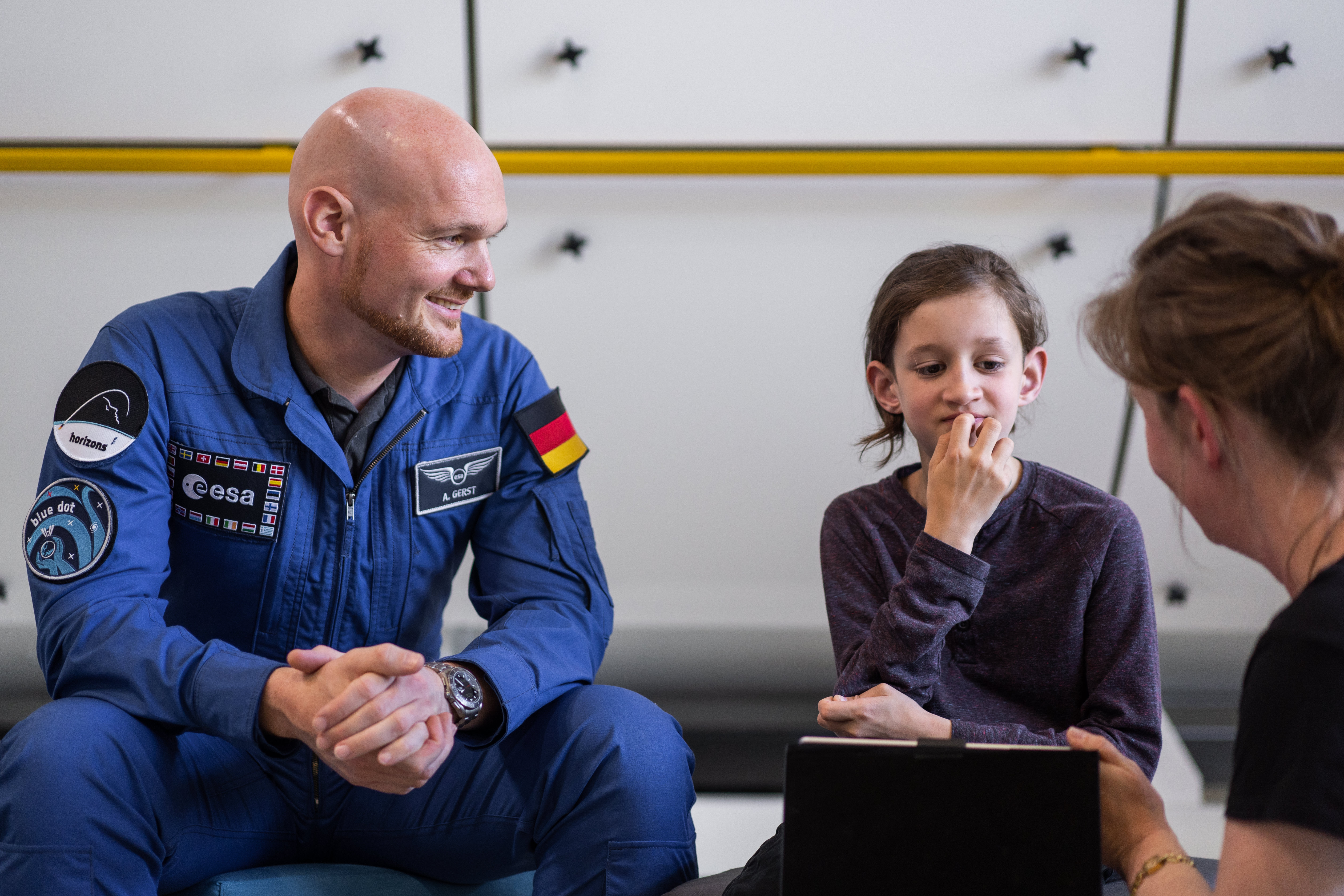
UNICEF-Botschafter Alexander Gerst 2019 als Mitglied der Wunschplanet-Jury

Das Deutsche Komitee für UNICEF e. V. vertritt das Kinderhilfswerk der Vereinten Nationen in Deutschland. Es wurde am 30. Juni 1953 gegründet. Die Geschäftsstelle hat ihren Sitz in Köln. Seit 2018 ist Georg Graf Waldersee ehrenamtlicher Vorsitzender des Vorstandes; stellvertretende Vorstandsvorsitzende sind Dagmar Wöhrl und Johannes Meier. Geschäftsführer ist seit 2010 Christian Schneider. Schirmherrin ist seit 2017 Elke Büdenbender, die Ehefrau des amtierenden Bundespräsidenten Frank-Walter Steinmeier. Als ehrenamtliche UNICEF-Botschafter engagieren sich in Deutschland die TV-Moderatorin Sabine Christiansen, der Astronaut Alexander Gerst, der Fußballnationalspieler Mats Hummels, der Basketballer Dirk Nowitzki, das Topmodel Eva Padberg und die TV-Moderatorin Nina Ruge.
In Deutschland arbeiten etwa 8000 Ehrenamtliche in rund 200 Gruppen für UNICEF, darunter viele Hochschulgruppen und Juniorteams. Die Organisation tritt aktiv für die Beteiligung von Mädchen und Jungen ein und hat einen eigenen Juniorbeirat.

### Tätigkeitsfelder
Das Deutsche Komitee für UNICEF unterstützt die weltweite Arbeit von UNICEF durch Spenden und mit den Erlösen aus dem Verkauf von UNICEF-Grußkarten. Die Organisation betreibt dazu professionelles Fundraising und Marketing. Sie leistet Informations- und Lobbyarbeit zur Verbesserung der Lage der Kinder in Entwicklungsländern und Krisengebieten. Im Rahmen ihrer satzungsgemäßen Aufgaben tritt UNICEF Deutschland auch für die Verwirklichung der Kinderrechte und das Wohlbefinden von Kindern in Deutschland ein.
Mit dem Programm Kinderrechteschulen sowie der Initiative Kinderfreundliche Kommunen stärkt UNICEF Deutschland die Kinderrechte in Schulen sowie in Städten und Gemeinden. Gemeinsam mit dem Bundesministerium für Familie, Senioren, Frauen und Jugend (BMFSFJ) sowie weiteren Partnern setzt sich UNICEF Deutschland für den Schutz geflüchteter Kinder in Flüchtlingsunterkünften ein.

### Einnahmen und Verwendung
UNICEF Deutschland erwirtschaftet Einnahmen aus Spenden und dem Verkauf von Grußkarten in Deutschland. Die Mittel fließen zu rund drei Vierteln in weltweite Programme für Kinder zur Gesundheitsversorgung, Impfschutz, Bildung, Kinderschutz, die Umsetzung der Kinderrechte sowie Nothilfe nach Naturkatastrophen und in Krisenregionen, statistisch zusammengefasst als internationale Programmarbeit. Ein kleiner Anteil wird für die satzungsgemäße Kinderrechtsarbeit in Deutschland eingesetzt.
Das Deutsche Zentralinstitut für soziale Fragen (DZI) hat UNICEF Deutschland das DZI-Spendensiegel zuerkannt; der Verein ist nach den DZI-Richtlinien förderungswürdig. Für das Bezugsjahr 2020 meldet das DZI für UNICEF Deutschland die folgenden Zahlen:
- Gesamteinnahmen 2020: 138.291.330,40 Euro
- davon Sammlungseinnahmen: 106.988.120,60 Euro
- Anteil Werbe- und Verwaltungskosten: angemessen

### UNICEF-Stiftung
Seit 1996 gibt es in Deutschland die UNICEF-Stiftung, in die Stifter Vermögen einbringen können. Während Spenden zeitnah in die UNICEF-Programme fließen, bleibt das Stiftungsvermögen auf Dauer erhalten. Die bislang bedeutendste Schenkung erfolgte im September 2001 von Gustav Rau (1922–2002), der UNICEF seine wertvolle Kunstsammlung vermacht hat.

### Governance und Transparenz
Vorstand und Komiteemitglieder von UNICEF-Deutschland arbeiten ehrenamtlich. 2021 waren im Jahresdurchschnitt 110 Mitarbeiterinnen und Mitarbeiter hauptamtlich angestellt. Am 2. Dezember 2010 wurde UNICEF Deutschland von PricewaterhouseCoopers der 1. Preis im Transparenzwettbewerb deutscher Spendenorganisationen für seine Berichterstattung zur Corporate Governance verliehen. 2012 erhielt UNICEF den 2. Preis im Transparenzwettbewerb derselben Wirtschaftsprüfungs- und Beratungsgesellschaft. Im Jahr 2014 kam das Deutsche Komitee bei der Transparenzstudie durch das Analyse- und Beratungshaus Phineo im Auftrag von Spiegel Online unter die ersten fünf von 60 Organisationen. Mit den Auszeichnungen wurden Finanzberichterstattung, Governance und Transparenz bei UNICEF Deutschland anerkannt.
Im November 2007 veröffentlichte die Frankfurter Rundschau einen Artikel mit dem Namen Für die Kinder der Welt – aber nicht nur. Dem damaligen Geschäftsführer Dietrich Garlichs wurde die Veruntreuung von Mitteln vorgeworfen. Nach wochenlangen Diskussionen trat er im Februar 2008 von seinem Amt zurück. Im März 2008 veröffentlichte die Frankfurter Allgemeine Sonntagszeitung unter dem Titel Wie Heide Simonis mal so eben UNICEF ruinierte einen ausführlichen Beitrag zu diesem Fall, in dessen Folge auch die damalige Vorsitzende Heide Simonis zurücktrat. Die Ermittlungen der Staatsanwaltschaft gegen Dietrich Garlichs wurden später vollständig eingestellt.

## UNICEF in Österreich
UNICEF Österreich wurde 1962 als Verein Österreichisches Komitee für UNICEF gegründet und hat seinen Sitz in Wien. Langjährige Präsidentin war die Mitbegründerin Martha Kyrle (1917–2017), die Tochter des ehemaligen Bundespräsidenten Adolf Schärf.
Mitglieder des Präsidiums waren unter anderem Hilde Figl, Botschafter Karl Fischer, Herbert Krejci sowie Gerhard Nidetzky. Statutarisch verantwortlich für die Leitung und Ausrichtung des Vereines sind der Vorstand und das Präsidium mit jeweils drei ehrenamtlichen Mitgliedern. Mitglieder des Vorstandes sind Gudrun Berger (Vorsitzende), Christian Pöttler und Werner Blach; Mitglieder des Präsidiums Hubert Schultes (Vorsitzender), Georg Pölzl und Alexandra Habeler-Drabek.
Mit der Geschäftsführung ist seit 2021 Christoph Jünger betraut.

### Botschafter und Ehrenbeauftragte
Als ehrenamtliche UNICEF-Botschafter in Österreich setzen sich seit Jahren der Autor, Moderator und Storyteller Thomas Brezina und der Violinist und Dirigent Julian Rachlin für die Rechte und das Wohl von Kindern ein. Anlässlich des 25-jährigen Bestehens wurde 2012 zudem das Gustav Mahler Jugendorchester zum UNICEF Österreich Botschafter ernannt. Als UNICEF Österreich Ehrenbeauftragte wirken:
- Ali Mahlodji, welcher bereits im Jahr 2020 Jurymitglied des Ideenwettbewerbs von UNICEF Österreich Ideenwettbewerbs Denk dir die Welt war;
- Yury Revich, humanitärer und umweltbewusster Violinist und Künstler, der sich bereits mehrfach für Kinder in Not im Rahmen seiner Dreamland Gala einsetzte;
- Valerie Huber ist Schauspielerin, Dokumentarfilmerin und Musikerin und einer der aufstrebenden Persönlichkeiten der Kulturschaffenden in Österreich; ihre Kindheit hat sie teilweise in Afrika verbracht, was sie besonders stark mit dem Kontinent verbindet;
- Barbara Meier, Moderatorin, Model und Schauspielerin;
- Helge Payer ist Fußballexperte, ehemaliger Torwart und TV-Experte;
- Ivona Dadic ist Leichtathletin und mehrfache österreichische Sportlerin des Jahres.

### Tätigkeitsfelder
UNICEF Österreich sammelt Spenden für die internationalen UNICEF-Programme weltweit sowie für die Nothilfe der UNICEF.
Darüber hinaus setzt sich UNICEF Österreich allgemein für die Umsetzung und Bekanntmachung der Kinderrechtskonvention in Österreich ein.
Schwerpunkte sind außerdem die Programme Kinderfreundliche Gemeinden und Kinderrechte Schulen. UNICEF Österreich bietet dabei viele Möglichkeiten, Kinderrechte im Unterricht der Primar- und Sekundarstufe erlebbar zu machen.

### Einnahmen und Verwendung
UNICEF Österreich wird ausschließlich über freiwillige Beiträge von Regierungen, Gemeinden, privaten Spendern und Firmen finanziert. Die Spenden werden durch Aufrufe, Kampagnen und Spendenaktionen, regelmäßige Beiträge von Mitgliedern sowie durch den Verkauf von Grußkarten gesammelt.
Das Spendenvolumen betrug in den letzten Jahren:
| Jahr | Mio. Euro |
| ---- | --------- |
| 2018 | 5,68      |
| 2019 | 5,22      |
| 2020 | 5,65      |
| 2021 | 6,12      |
| 2022 | 10,09     |

### Transparenz
Seit 2010 ist die Organisation berechtigt, das Österreichische Spendengütesiegel zu führen.
Außerdem sind Spenden an UNICEF Österreich steuerlich absetzbar. Die Organisation ist unter Österreichisches Komitee für UNICEF in der Liste der spendenbegünstigten Einrichtungen eingetragen. Die Registrierungsnummer beim Finanzministerium lautet SO-1250.

## UNICEF Schweiz und Liechtenstein
Das Komitee für UNICEF Schweiz und Liechtenstein wurde im Jahr 1959 gegründet und hat seinen Sitz in Zürich. Es vertritt die Interessen von UNICEF in der Schweiz und in Liechtenstein und ist eines der 33 nationalen Komitees für UNICEF. Ziel des Komitees für UNICEF Schweiz und Liechtenstein ist es, Mittel für die weltweiten Programme zu beschaffen, sich für die Belange des Kindes weltweit, in der Schweiz und in Liechtenstein einzusetzen wie auch über die Arbeit von UNICEF zu informieren.
Das oberste Organ des nationalen Komitees ist die Delegiertenversammlung. Die Delegierten werden von den Mitgliedern von UNICEF Schweiz und Liechtenstein jeweils für vier Jahre gewählt. Sie arbeiten freiwillig und unentgeltlich, unter anderem bestellen sie den Vorstand sowie die Kommissionsmitglieder und haben die strategische und normative Führung von UNICEF Schweiz und Liechtenstein inne. Die Geschäftsleitung liegt seit dem 1. Januar 2019 bei Bettina Junker.
An der Delegiertenversammlung vom 14. Mai 2023 wurde Christian Levrat einstimmig und per sofort zum Präsidenten des Vorstandes gewählt, womit er die Nachfolge von Hans Künzle antrat, welcher infolge einer Amtszeitbeschränkung zurücktrat.
Offizielle Botschafter von UNICEF Schweiz und Liechtenstein sind Kurt Aeschbacher, Tina Weirather, Stefanie Heinzmann und Anatole Taubman.
Zahlreiche weitere Persönlichkeiten unterstützten in den vergangenen Jahren UNICEF Schweiz und Liechtenstein, u. a.: Alex Frei, Andrew Bond, Anna Rossinelli, Cabaret Divertimento, Carla Norghauer, Conny Brügger, Cuche et Barbezat, Daniel Freitag, Federica de Cesco, Gardi Hutter, Greis, Hanna Scheuring, Jacky Lagger, Joël Cruchaud, Julie Arlin, Luca Aerni, Marco Rima, Marius & die Jagdkapelle, Naomi Lareine, Maurizio Canetta, Mia Aegerter, Natascha Badmann, Paul Plexi, Renzo Blumenthal, Rob Spence, Roger Federer, Sandra Studer, Sandy Altermatt, Schtärneföifi, Seven, Sina, Sir James Galway, Sonia Grimm, Stress, Ted Scapa, Vera Kaa.